# Đài thiên văn Hoàng gia, Mũi Hảo Vọng
Đài thiên văn Hoàng gia, Mũi Hảo Vọng, là cơ sở khoa học lâu đời nhất hiện có ở Nam Phi. Được thành lập bởi Cape Colony Anh năm 1820, bây giờ nó tạo thành tòa nhà trụ sở của Đài Quan sát Thiên văn Nam Phi.
Cơ sở này được đặt trên một ngọn đồi nhỏ 5 kilômét (3,1 dặm) về phía đông nam từ trung tâm của Cape Town. Trong thế kỷ tiếp theo một khu ngoại ô của thành phố lớn lên trong khu vực; khu ngoại ô được đặt tên là Đài quan sát theo tên của Đài quan sát Hoàng gia có từ trước. Nó cũng là chủ đề của một nghiên cứu của ICOMOS/IAU để làm Di sản thế giới.

## Sách tham khảo
- Glass, I.S., 2009. The Royal Observatory, Cape of Good Hope, a Valuable Cultural Property, in Wolfschmidt,G. (ed), Cultural Heritage of Astronomical Observatories from Classical Antiquity to Modern Astrophysics, Proceedings of the International ICOMOS Symposium in Hamburg, 14–ngày 17 tháng 10 năm 2008. Monuments and Sites XVIII, ICOMOS/Hendrik Bäßler-Verlag, Berlin.
- Glass, I.S., 2011. The Royal Observatory, Cape of Good Hope, Republic of South Africa, in Ruggles, C. and Cotte, M. (eds) Heritage Sites of Astronomy and Archaeoastronomy in the Context of the UNESCO World Heritage Convention, ICOMOS and IAU, Paris.
- Van der Walt, L., Strong, N. 2010. Observatory Landscape Framework, South African Astronomical Observatory, Observatory.